# Pyura spinifera
Il tulipano di mare (Pyura spinifera  (Quoy & Gaimard, 1834)) è una ascidia sessile che vive nelle acque costiere ad una profondità massima di 80 metri.

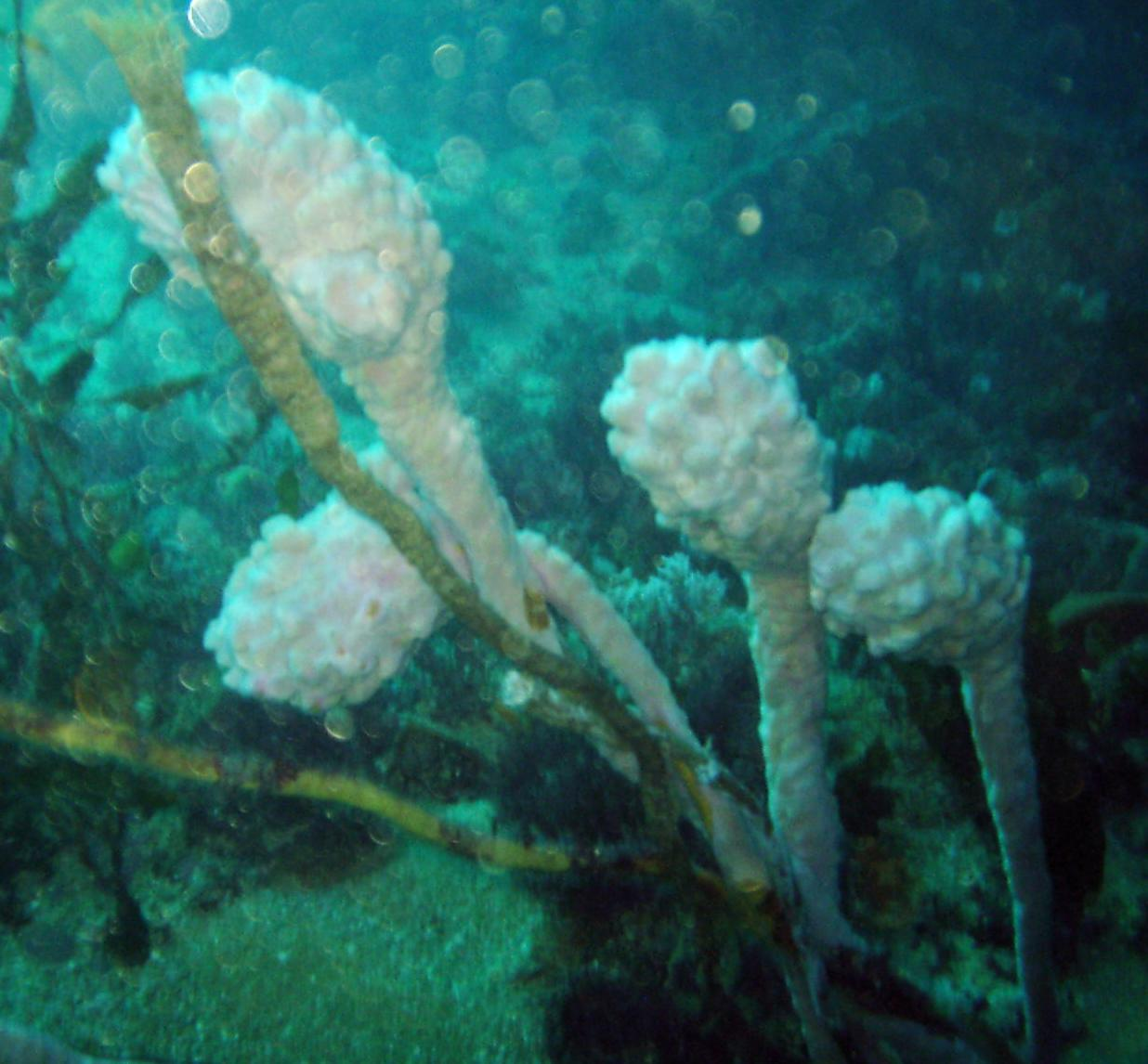

Il nome comune deriva dall'aspetto simile ad un bulbo nodoso di fiori impiantato su un lungo peduncolo.
I tulipani di mare si trovano in diverse varietà di colori, tra cui il bianco, il rosa, il giallo, l'arancione e il viola. Il colore dipende dalla associazione simbiotica con una spugna che copre la loro superficie.
Nonostante il loro nome comune, i tulipani di mare sono animali e non piante, e fanno parte del phylum dei Cordati, lo stesso cui appartengono i vertebrati.
Come tutte le ascidie, i tulipani di mare si nutrono tramite il filtraggio.